# Passerina filiformis
Passerina filiformis är en tibastväxtart. Passerina filiformis ingår i släktet Passerina och familjen tibastväxter.

## Underarter
Arten delas in i följande underarter:
- P. f. filiformis
- P. f. glutinosa